# 77 Bombay Street
77 Bombay Street je švýcarská indie rocková a folk rocková hudební skupina, která vznikla v roce 2008 ve švýcarském městečku Scharans v kantonu Graubünden. Založili ji čtyři bratři Matt (zpěv, kytara), Joe (doprovodný zpěv, elektrická kytara), Simri-Ramon (zpěv, basová kytara) a Esra (bicí) Buchliovi. Ačkoliv jsou členové skupiny Švýcaři, zpívají ve všech svých písních výhradně anglicky.
Kapela do září 2015 vydala čtyři studiová alba. První Dead Bird z roku 2009 obsahuje spíše tvrdší muziku, která inklinuje k alternativnímu rocku či pop punku. Nejslavnějším albem skupiny je Up in the Sky z roku 2011, které získalo zlaté a posléze platinové ocenění ve Švýcarsku za 15 000, resp. 30 000 prodaných kusů. Za album dostala kapela rovněž dvě betonové kostky za nejlepší domácí album a nejlepší domácí hit pro titulní skladbu „Up in the Sky“.
Třetím vydaným albem je Oko Town z roku 2012. Od prvního alba se obě následující stylově velmi liší. Zatímco v prvním používá skupina téměř výhradně elektrické kytary, což mu dodává více rockový ráz, v následujících dvou preferuje kapela akustickou kytaru, díky čemuž zní novější hity v mnohem jemnějším stylu folk rocku či country. Necelé tři roky od Oko Town vydala kapela své čtvrté, a k roku 2015 své poslední studiové album nazvané Seven Mountains, jež přišlo na scénu v září 2015.

## Rodina a dětství
Bratři Buchliovi pochází z devítičlenné rodiny Margrit a Meinrada Buchliových a narodili se v Basileji. Nejstarší ze členů kapely je Matt (* 30. srpna 1982), pak se narodil Joe (* 18. září 1984), po něm Esra (* 1986) a nakonec Simri-Ramon (* 1990). V rodině mají ještě další tři sourozence, sestru Astrid, jež je nejstarší ze všech dětí manželů Buchliových, a dále dvojčata Setha se Semem, kteří se narodili mezi Esrou a Simri-Ramonem.
Bratři spolu hráli již od dětství, přivedla je k tomu jejich matka, která v nich podporovala pěvecký talent již od útlého věku. Celá rodina Buchliových je velmi hudebně založena a všech devět členů rodiny dohromady vystupovalo na nejrůznějších pěveckých vystoupeních, soutěžích a akcích.
V roce 2001 se celá rodina Buchliových přestěhovala na dva roky do Adelaide v Austrálii, kde bydleli v ulici Bombay Street číslo 77. S nápadem vycestovat načas k protinožcům přišla matka Margrit, která si přála utéct od všech svých překážek a problémů. Rodina s návrhem souhlasila, otec Meinrad za sebe našel zástupce ve svém obchodě se střešní krytinou v Basileji a rodina odjela. Nejstarší syn Matt se nejprve vydal sám cestovat po Evropě (navštívil Francii), a až poté se ke zbytku rodiny připojil. Kvůli nedostatku peněz si rodina v Austrálii přivydělávala hraním na veřejnosti a pouličními muzikanty na těchto vystoupeních se museli stát všichni členové rodiny. V této prvotní rodinné kapele hrála matka na akordeon a sourozenci na další nástroje – příčnou flétnu, housle, kytaru a alpský roh. Původně sice chtěla rodina neustále cestovat, ale nakonec změnila názor a rozhodla se usídlit v Adelaide, kde nejmladší tři bratři začali chodit do školy. Z ulic se postupně rodinná kapela přesunula do kostelů a na školní koncerty. Navíc získali přátele, kteří pro ně organizovali celá turné. V závěru pobytu rodiny v Austrálii si dopřáli tříměsíční výlet bez zpívání a na jaře roku 2004 se vrátili zpět do Švýcarska.

## Historie kapely

### Počátky (do roku 2010)
Po návratu do Švýcarska se čtyři bratři rozhodli přestěhovat se na horskou chatu po prarodičích do Scharans v alpském kantonu Graubünden. Zde založili skupinu, kterou pojmenovali po svém přechodném bydlišti v Austrálii. Svou kapelu přihlásili do několika místních soutěží, z nichž většinu vyhrála. Po dalších vystoupeních vyhráli v roce 2009 ceny „Little Prix Walo“ a „MyCokemusic Contest“. Členové kapely přiznali, že jakkoliv může být tvorba s bratry příjemná, často se neobejde bez hádek. Všichni bratři se podílí na psaní písní a někdy mají každý jiný názor.
| „                    | Hrát s bratry může být úžasné, ale zároveň nervy drásající. Každý z nás má jiný pohled na hudbu. Než dosáhneme kompromisu, vedeme často spory, které mohou být dost hlasité. | “ |
| — Simri-Ramon Buchli | |   |

Zpočátku hráli více rockové písně a používali více elektrických kytar. Tyto písně byly v roce 2009 vydány na albu Dead Bird ve vydavatelství Studio 77. Zkraje ledna 2010 vydali svůj první singl s videoklipem „Money Back“ natočený v New Yorku, který se však na samotném albu nenachází.

### Up in the Sky (2010–2011)

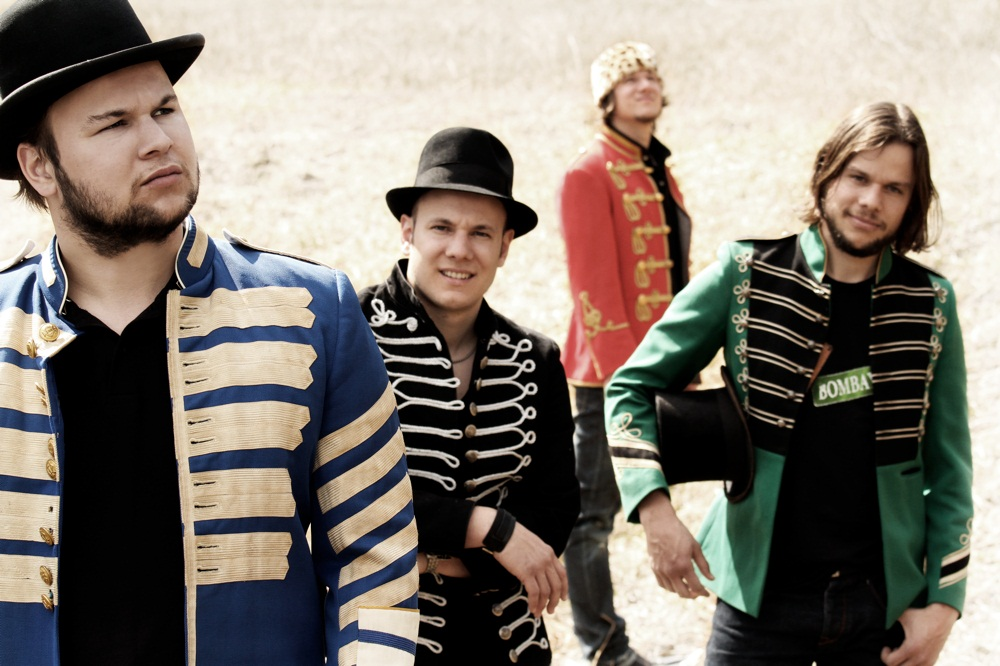
77 Bombay Street, zleva: Esra, Joe, Simri-Ramon, Matt

Ačkoliv existuje více informační zdrojů odlišně uvádějících první album skupiny, kapela sama na svých webových stránkách za debutové album prezentuje Up in the Sky, které vyšlo 11. února 2011. První singl „47 Millionaires“ vydala skupina už v březnu 2010 a ten hned nastínil hudební povahu celého alba. Využitím akustické kytary převážil folk rockový ráz hudby, který potrhli Buchliovi i vizuální stylizací; jak na koncertech, tak ve videosinglech vystupovali v uniformách, jež jim ušila jejich matka. Album, jež produkoval Thomas Fessler, dosáhlo pro kapelu nečekaného úspěchu, když nejprve získalo ocenění zlaté desky za 15 000, poté platinovou cenu za 30 000 a nakonec double-platinovou desku za 70 000 prodaných kusů jen ve Švýcarsku. Největšími hity se staly singly „Up in the Sky“ a „I Love Lady Gaga“. Z alba byly vydány ještě dva singly „Long Way“ a „Waiting for Tommorow“. Ke všem čtyřem singlům natočila kapela videoklipy a pro píseň „Up in the Sky“ dokonce dva. V prvním z videoklipů vystupují členové kapely živě v bílé nahrávací kostce, druhý je animovaný a vystihuje text písně.
V singlu „I Love Lady Gaga“ zpívá hlavní melodii nejmladší z bratrů Simri-Ramon. Všechny hrané videoklipy byly vydány ve spolupráci s TimeRec TV, animovaný natočilo vydavatelství Embassy of Music. Typické je i oblečení členů kapely – ve všech svých singlech a také na koncertech vystupují v uniformách, které připomínají novověké vojenské uniformy.
Kapela vyrazila na turné a díky velké oblibě v rodném Švýcarsku se jim podařilo vytvořit návštěvnostní rekord na Gurtenfestivalu v Bernu, kdy na jejich koncert přišlo přes 7000 lidí. V roce 2012 získali dvě ceny Swiss Music Awards za nejlepší domácí hit „Up in the Sky“ a za nejlepší domácí album Up in the Sky, a současně uspěli též v soutěži Prix Walo, v níž získali cenu v kategorii nejlepší hudební pop/rockové album. Navíc album dosáhlo třetí pozice ve švýcarském žebříčku alb a singly „Up in the Sky“, „I Love Lady Gaga“ a „Long Way“ se umístily v hitparádě písní, přičemž nejvýše se (na sedmém místě) umístila titulní píseň alba.

### Oko Town (2012–2013)
Na počátku roku 2012 nahrávala kapela v Curychu své druhé studiové album. Během toho však vyrazila i na turné mimo Švýcarsko: poprvé vystoupila v Německu, Spojeném království, Francii, Itálii, Švédsku a Nizozemsku. Navštívili též Paléo festival ve švýcarském Nyonu a ve Spojeném království hráli dokonce během londýnské olympiády.
V Curychu nahrávané album vyšlo 5. října 2012 pod názvem Oko Town. Zvolené pojmenování představuje fantastický svět. Fotografie na obalu byla pořízena v Normandii a na pozadí zachycuje Mont-Saint-Michel. Členové kapely si zároveň k vydání alba pořídili nové uniformy. Nahrávka sklízela úspěchy a během několika týdnů od svého vydání se dostala na čelo švýcarského žebříčku alb. První singl „Low On Air“ dosáhl 19. pozice v hitparádě a jeho videoklipem je záznam koncertního vystoupení. První hlas této písně zpívá opět Simri-Ramon. Druhým singlem alba se stala píseň „Angel“. Její videoklip byl vydán 20. prosince 2012 a je v něm zachycena scéna na střeše curyšské restaurace Frau Gerolds Garten. S ohledem na datum vydání je celý videoklip laděn do vánoční nálady. Švýcarský hudební portál Trespass označil tuto píseň za jednu z nekrásnějších, jakou doposud kapela složila. Píseň „Angel“ byla také začleněna do kompilačního alba firmy Columbia Records pojmenovaného KuschelRock - Die schönsten Schweizer Songs zum Kuscheln (česky: Nejkrásnější švýcarské zamilované písně), vydaného ke konci března 2013. V dubnu toho roku se navíc i toto druhé album kapely stalo platinovým, když se ho ve Švýcarsku prodalo přes 30 000 kusů. Posléze byly z alba vydány ještě dva singly, a sice v dubnu 2013 „Oko Town“ v říjnu téhož roku koncertní verze „Follow the Rain“. Stejně jako předchozí album produkoval Oko Town Thomas Fessler.
V listopadu 2012 vystoupila skupina na festivalu „Energy Stars for free“ v Curychu. Její další koncerty se uskutečnily až následujícího roku. Na jeho počátku se kapela dvakrát vrátila do Nizozemska. Nejprve na „Eurosonic Festival Noorderslag“ v Groningenu, kde zahrála 11. ledna, a pak na dvě vystoupení z kraje února, z nichž první se uskutečnilo v Amsterdamu a druhé v Haagu. O měsíc později (1. března) vystoupili naživo na předávání cen Swiss Music Awards. Během května 2013 se kapela vydala na turné s názvem „Hallo Deutschland!“, během něhož vystoupila v devíti různých městech počínaje Mannheimem a konče ve Stuttgartu. Série vystoupení pokračovala přes léto po Švýcarsku. V průběhu listopadu se kapela vydala na turné po Francii a Belgii spolu se švýcarským zpěvákem Bastianem Bakerem.

### Seven Mountains (2014–2015)
Počátkem roku 2014 – 9. ledna – oznámila kapela ve svém statusu, že začala pracovat na novém hudebním materiálu, Matt Buchli v rozhovoru uvedl, že jsou bratři „plně zaměstnáni psaním nových písní a mají pocit, že výsledek bude fantastický“. Na začátku března 2014 natočil Simri Buchli společně s Benem Mühlethalerem remix písně „Up in the Sky“. Dne 20. března vystoupili bratři v tureckém Istanbulu. V dubnu vyrazila nejprve na turné do Nizozemska, kde vystoupila s nizozemskou kapelou Kensington ve Zwolle (8. 4.) a Utrechtu (9. 4.) a již sami v Borgeru (19. 4.), a následně od 23. dubna doprovodila německou rockabilly skupinu The Baseballs na jejich turné k podpoře čtvrtého studiového alba Game Day, které trvalo až do května 2014. Dne 7. dubna vyhlásila kapela data vystoupení ve Švýcarsku na rok 2014 a zároveň slíbila, že při nich zahraje několik skladeb z připravovaného nového alba. „Stále pilně pracujeme na nové nahrávce a už máme spíchnutých několik písní! Letos v létě možná zahrajeme jednu či dvě nové skladby!“ Píseň „Up in the Sky“ skupina propůjčila jako titulní skladbu pro německou komedii Männerhort, jež vešla do kin 2. října 2014.
V prosinci 2014 vyrazili bratři na několik týdnů do německého Berlína, aby zde sepsali nové písně do nadcházejícího alba. Matt Buchli k tomu řekl: „Vlastně je to jedno, kde se rozhodnete skládat. V cizině, kde objevujete nové věci a poznáváte nové lidi, nás však častěji políbí hudební múza.“ Mimo nových písní kapela v Berlíně natočila tři akustické verze svých starších písní, a sice „Up In the Sky“, „Planet Earth“ a „47 Millionaires“. Během návštěvy německé metropole koncertovala pátého prosince s kapelami Jet, The Subways, The Gaslight Anthem a Biffy Clyro v Ramones Museum Berlin. Dvanáctého prosince si bratři odskočili zpět do švýcarského Curychu, kde se zúčastnili galavečera k 15. výročí založení deníku 20Minuten. Od jedenáctého téhož měsíce mohli fanoušci vybírat vánoční koledu, kterou skupina přezpívá. Nakonec zazpívali Buchliovi na veřejnosti ve Štědrý den vlastní akustickou verzi „Little Drummer Boy“. V polovině února 2015 se kapela přesunula do australského Sydney, kde pokračuje nahrávání nového alba, jež probíhá v Linear Recording Studios právě v Sydney. Producentem se stal Chris Vallejo, vlastník studia. Na konci února kapela zveřejnila i fotku z přípravy seznamu stop, kde lze vidět názvy dvou nových písní „Seven Mountains“ a „Amazing Day“. Dne 16. června 2015 skupina oznámila, že vydání nového alba, jež pojmenovali Seven Mountains, naplánovali na 18. září 2015. Ve stejný den představili i stejnojmenný pilotní singl. Celkem se na albu nachází patnáct nových písní. V listopadu 2015 vyrazili 77 Bombay Street na turné po Švýcarsku, které zahájili koncertem 13. listopadu v Churu. Buchliovi se na nové desce rozhodli změnit vizuální styl kapely a odložili uniformy, které byly typické pro předchozí studiová alba Up in the Sky a Oko Town.

### Empire, období neaktivity a Start Over (2016–současnost)
Druhou polovinu desátých let, mezi lety 2016 a 2020, strávila kapela až na několik výjimek v období neaktivity. Na podzim 2016 se zdála být pauza u konce, když dne 17. listopadu 2016 vydala skupina 77 Bombay Street zcela novou píseň s názvem „Empire“, jež se stala oficiální písní mistrovství světa v alpském lyžování 2017 ve Svatém Mořici. V rozhovoru členové skupiny uvedli, že pauzu, která dělí vydání skladby „Empire“ a předchozího studiového alba, skutečně potřebovali. Navzdory tomuto prohlášení a popularitě skladby „Empire“, která byla nejprve v roce 2017 nominována na lokální hudební cenu Bündner Music Award, a následně v roce 2018 nominována na Swiss Music Award, období nečinnosti pokračovalo, s výjimkou několika vystoupení v dubnu a říjnu 2019, až do začátku roku 2020.
Jak později v rozhovoru uvedl Matt Buchli, právě při těchto ojedinělých společných setkáních na zkouškách před koncerty v roce 2019, si bratři uvědomili, jak moc jim společná hudební tvorba chybí a rozhodli se činnost kapely obnovit. Ještě na začátku roku 2020 několik akustických vystoupení ve Švýcarsku, následné koncerty však přerušila pandemie covidu-19, a tak se kapela přesunula do nahrávacího studia, kde začala připravovat materiál pro nové hudební album. První informace o stavu nahrávání uveřejnila kapela v létě 2020 ve videích ze zákulisí, kdy zároveň představila producenta alba, jímž se stal Thomas Fessler z 571 Recording Studios v Curychu.
První singl alba s názvem „Drifters In The Wind“ vyšel 12. února 2021 a v březnu zveřejnila kapela, že další písně vyjdou na podzim toho roku. Na začátku června 2021 skupina představila druhý singl „Karaoke Girl“ a společně s tím oznámila, že se nové album bude jmenovat Start Over a datum vydání bylo stanoveno 15. října 2021. Nakonec v průběhu léta a podzimu 2021 od června do října vydala skupina dalších 5 skladeb z připravovaného alba, postupně to byly „Train Home“, „Fox“, „Eugene“, „Start Over“ a „Middle Of My World“. S novým albem se kapela vrátila rovněž ke své tradici uniforem, jejichž novou podobu pro ně opět připravila a vyrobila jejich matka. V létě roku 2022 odstartovala svoji Start Over Tour, během níž pravidelně vystupovala živě na různých festivalech po Švýcarsku. Série koncertů pokračovala rovněž na podzim roku 2022 a na jaře roku 2023.

## Hudební styl a kritika
Kapela 77 Bombay Street hraje žánr, který lze definovat jako pop rock. Zatímco na počátku hudební kariéry se přikláněla spíše ke stylu alternativního rocku, později začala hrát více folk rocku a indie rocku. Podle členů skupiny je k tomuto stylu přimělo i horské prostředí Alp, kam se přesunuli po návratu z Austrálie. Zároveň bratři uvádějí jako částečnou inspiraci klasický rock n' roll skupiny The Beatles, dále zmiňují vliv amerického neo-folku a britského indie rocku. Server Energy.ch určil styl kapely jako mix rock n' rollu a folku, a kritička Sonja Eberhard srovnala kapelu s The Beatles a The Beach Boys. S těmito dvěma kapelami je skupina 77 Bombay Street porovnávána i v biografii na internetových stránkách festivalu Eurosonic, ve stejném smyslu hovoří i Ramon Göldi ve své recenzi alba Up in the Sky. Jiná hudební kritička Laura Tradii přirovnává bratry k Franku Turnerovi, avšak s živějšími melodiemi a chytlavějšími rytmy.
Matt Buchli v rozhovoru uvedl, že jeho styl hodně ovlivnil Johnny Cash, skupiny Pure a Roxette. Podle vlastních slov se rovněž inspiruje kapelami Band of Horses, Maroon 5, Muse či The Killers. Texty písní podle jejich vlastních slov nemají žádný politický ani náboženský podtext a každý si v nich může najít vlastní skrytý význam. Pro úspěch kapely je podle nich důležitá přesvědčivost a zábavnost textů.
Ruth Fuchss označil styl kapely za chytlavý pop. „Písně jako Up in the Sky nebo I Love Lady Gaga si poslechnete jednou, ke konci se už přidáváte ke kapele a dva týdny poté si je stále prozpěvujete.“ Zároveň ale kritizoval přílišnou banalitu textů bez nějaké hlubší pointy. Matt Buchli ale v rozhovoru s Laurou Tradii uvedl: „Je to všechno o tom se společně bavit tím, co děláme. (...) Každý si z našich písní může odnést něco jiného; v žádné písni ale nenajdete vliv politiky nebo víry.“

## Členové kapely
- Matt Buchli – zpěv, doprovodný zpěv, kytara
- Joe Buchli – zpěv, doprovodný zpěv, elektrická kytara
- Simri-Ramon Buchli – zpěv, doprovodný zpěv, basová kytara
- Esra Buchli – zpěv, bicí

## Diskografie
- Dead Bird (2009)
- Up in the Sky (2011)
- Oko Town (2012)
- Seven Mountains (2015)
- Start Over (2021)